# Magomed Mustafaev
Magomed Mustafaevich Mustafaev (Distrito de Gergebilsky, 2 de agosto de 1988) é um lutador russo de artes marciais mistas, atualmente competindo na divisão leve do Ultimate Fighting Championship.

## Início
Magomed Mustafaev nasceu em 2 de agosto de 1988 na vila de Aimaki, no Daguestão. Ele começou a treinar wrestling estilo livre quando estava na escola primária. Após se formar no ensino médio, ele se mudou para Sochi e começou a treinar MMA.

## Carreira no MMA

### Ultimate Fighting Championship
Mustafaev foi contratado pelo UFC em 6 de novembro de 2014.
Mustafaev fez sua primeira luta no UFC contra Piotr Hallmann em 20 de junho de 2015 no UFC Fight Night: Jędrzejczyk vs. Penne em Berlim. Mustafaev venceu por nocaute técnico via interrupção médica no segundo round devido a vários cortes ao redor dos olhos de Hallmann.
Mustafaev enfrentou Joe Proctor no UFC 194: Aldo vs. McGregor em 12 de dezembro de 2015. Ele venceu por nocaute técnico no primeiro round.
Mustafaev enfrentou Kevin Lee no UFC Fight Night: Mousasi vs. Hall 2 em 19 de novembro de 2016. Ele perdeu por finalização no segundo round.
Após um longo período inativo devido a uma lesão sofrida em sua última luta, Mastafaev enfrentou o estreante Rafael Fiziev em 20 de abril de 2019 no UFC Fight Night: Overeem vs. Oleinik. Mustafaev venceu por nocaute técnico no primeiro round. A vitória lhe rendeu um bônus de Performance da Noite.
Mustafaev enfrentou Brad Riddell em 22 de fevereiro de 2020 no UFC Fight Night: Felder vs. Hooker. Ele perdeu por decisão dividida.

## Cartel no MMA
| Cartel no MMA   |             |            |
| 18 lutas        | 15 vitórias | 3 derrotas |
| Por nocaute     | 11          | 0          |
| Por finalização | 4           | 2          |
| Por decisão     | 0           | 1          |

| Res.    | Cartel | Oponente              | Método                                  | Evento                                   | Data       | Round | Tempo | Local             | Notas                            |
| ------- | ------ | --------------------- | --------------------------------------- | ---------------------------------------- | ---------- | ----- | ----- | ----------------- | -------------------------------- |
| Derrota | 15–3   | Brad Riddell          | Decisão (dividida)                      | UFC Fight Night: Felder vs. Hooker       | 22/02/2020 | 3     | 5:00  | Auckland          |                                  |
| Vitória | 15–2   | Rafael Fiziev         | Nocaute técnico (chute rodado e socos)  | UFC Fight Night: Overeem vs. Oleinik     | 20/04/2019 | 1     | 1:26  | São Petesburgo    | Performance da Noite.            |
| Derrota | 14–2   | Kevin Lee             | Finalização (mata-leão)                 | UFC Fight Night: Mousasi vs. Hall 2      | 19/11/2016 | 2     | 4:31  | Belfast           |                                  |
| Vitória | 14–1   | Joe Proctor           | Nocaute técnico (joelhada e socos)      | UFC 194: Aldo vs. McGregor               | 12/12/2015 | 1     | 1:54  | Las Vegas, Nevada |                                  |
| Vitória | 13–1   | Piotr Hallmann        | Nocaute técnico (interrupção médica)    | UFC Fight Night: Jędrzejczyk vs. Penne   | 20/06/2015 | 2     | 3:24  | Berlim            | Estreia no UFC; Volta aos Leves. |
| Vitória | 12–1   | Abubakar Nurmagomedov | Nocaute técnico (interrupção médica)    | Sochi Star Club: Sochi Star Tournament 1 | 01/09/2014 | 1     | 4:11  | Sochi             |                                  |
| Vitória | 11–1   | Gleb Morozov          | Nocaute (socos)                         | Sochi Star Club: Sochi Star Tournament 1 | 01/09/2014 | 1     | 0:34  | Sochi             |                                  |
| Vitória | 10–1   | Amirkhan Adaev        | Nocaute (slam)                          | Sochi Star Club: Sochi Star Tournament 1 | 01/09/2014 | 1     | 1:38  | Sochi             |                                  |
| Vitória | 9–1    | Andrei Koshkin        | Finalização (chave de tornozelo)        | M-1 Challenge 46                         | 14/03/2014 | 2     | 0:39  | São Petersburgo   |                                  |
| Vitória | 8–1    | Lom-Ali Nalgiev       | Finalização (mata-leão)                 | Legion Fight 18                          | 26/12/2013 | 2     | 2:45  | Sochi             | Volta aos Meio-Médios.           |
| Vitória | 7–1    | Guseyn Omarov         | Nocaute técnico (interrupção médica)    | Legion Fight 17                          | 28/11/2014 | 2     | 1:39  | Vladikavkaz       |                                  |
| Vitória | 6–1    | Islam Begidov         | Nocaute (socos)                         | Legion Fight 15                          | 15/09/2013 | 1     | 1:55  | Sochi             |                                  |
| Vitória | 5–1    | Artyom Egorov         | Finalização (chave de braço)            | Legion Fight 15                          | 15/09/2013 | 1     | 1:55  | Sochi             |                                  |
| Vitória | 4–1    | Vadim Ogar            | Finalização (triângulo)                 | Legion Fight 12                          | 16/01/2013 | 1     | 1:15  | Sochi             |                                  |
| Vitória | 3–1    | Dmitry Korobeynikov   | Nocaute técnico (socos)                 | Legion Fight 12                          | 16/01/2013 | 1     | 2:40  | Rostov Oblast     |                                  |
| Vitória | 2–1    | Sakhil Askarov        | Nocaute técnico (interrupção do córner) | Legion Fight 10                          | 10/03/2012 | 2     | 2:20  | Sochi             | Estreia nos Leves.               |
| Derrota | 1–1    | Arsen Ubaidulaev      | Finalização (mata-leão)                 | Legion Fight 9                           | 08/07/2011 | 2     | 3:20  | Sochi             |                                  |
| Vitória | 1–0    | Marat Medzhidov       | Nocaute técnico (socos)                 | Legion Fight 7                           | 29/04/2011 | 1     | 4:55  | Sochi             | Estreia nos Meio-Médios.         |